# Hövisk kultur
Hövisk kultur och höviskhet (av hov) var ett kristligt präglat levnadsideal och uppförandekod bland högre samhällsklasser under den europeiska renässansen.
Under medeltiden fanns det en särskild grupp inom adeln: de som dubbats till riddare och de som var bildade och utbildade. Det var vid riddaradelns hov som den höviska kulturen kom att utvecklas. Galanteri är en benämning på ridderlig artighet inom den höviska kulturen.
Med sitt ursprung i feodalismen fanns också den trohetsed som band vasallen till feodalherren. Lojalitet och hjältemod hyllades. Riddaren skulle inte bara vara en skicklig krigare utan också uppträda elegant och artigt, inte minst mot kvinnor. I särskilda etikettsböcker uppmanades riddaren att till exempel inte snyta sig i bordsduken och inte dregla medan han drack. De utbildades även i dikt och sång. I den så kallade trubadurlyriken hyllades riddaridealen och den höviska livsstilen. Dikterna framfördes till musik och handlade vanligtvis om olycklig kärlek – förhållanden var omöjliga, en kvinna skulle bryta riddarens trohetsed mot sin herre.
I den höviska kulturen ärvde döttrarna lika mycket som sönerna. Till skillnad från andra och tidigare kulturer ärvde den förstfödde förvaltningen av familjegodset, oavsett kön. Detta innebar att många kvinnor fick ta över gods och tillhörande vasaller när deras män gick ut i de pågående korstågen. Det i sin tur ledde till att det typiskt kvinnliga; känsla och natur, upphöjdes till norm vilket syns i musik och litteratur från den tiden. 